# Lil Woods
Lillian 'Lil' Woods (Harbury, Warwickshire, Inglaterra, Reino Unido, 9 de abril de 1998) es una joven actriz británica. Es conocida por participar como miembro del elenco protagonista de la película Nanny McPhee and the Big Bang como Megsie Green.
Vive en una granja en Gales.

## Filmografía
| Año  | Título                        | Rol          | Observaciones |
| ---- | ----------------------------- | ------------ | ------------- |
| 2008 | Blessed                       | Charlotte    | Protagonista  |
| 2010 | Nanny McPhee and the Big Bang | Megsie Green | Protagonista  |